# Trini Lopez

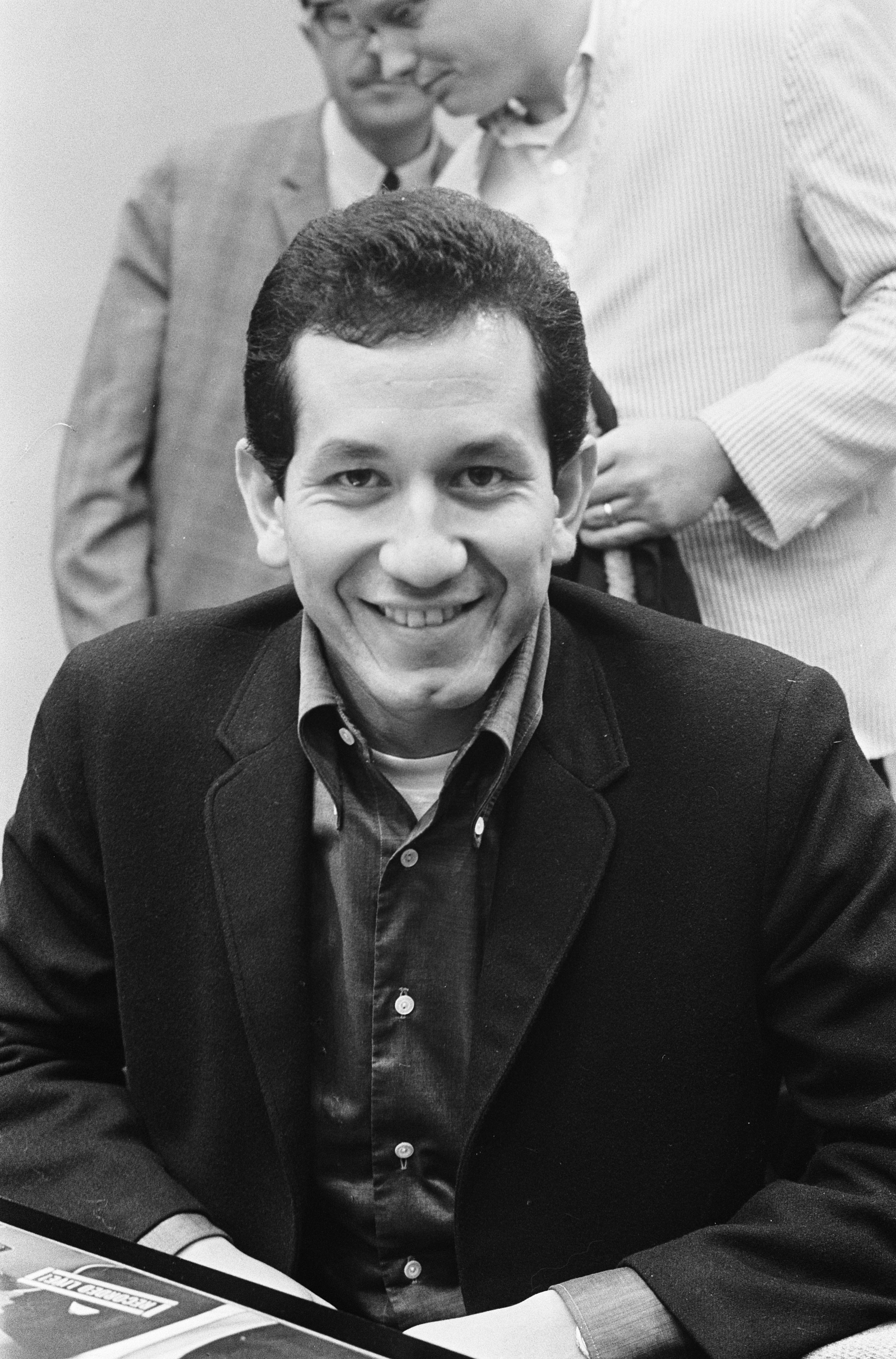
Trini Lopez (1963)

Trini Lopez (* 15. Mai 1937 als Trinidad López III in Dallas, Texas; † 11. August 2020 in Rancho Mirage, Kalifornien) war ein US-amerikanischer Pop-Sänger. Er wurde in den 1960er Jahren mit Songs wie If I Had a Hammer, This Land Is Your Land oder La Bamba bekannt.

## Leben
Lopez’ Eltern stammten aus Mexiko, ließen sich aber nach ihrer Heirat im texanischen Dallas nieder. Dort wuchs Lopez mit vier Schwestern in ärmlichen Verhältnissen auf. Er besuchte in Dallas die Grundschule und die N. R. Crozier Tech High School. Da er seine Eltern finanziell unterstützen musste, brach er die Schule vorzeitig ab. Sein Vater, der als Sänger und Schauspieler gearbeitet hatte, brachte seinem Sohn das Gitarrespielen bei. Nach einer Zeit als Straßenmusiker gründete Lopez eine eigene Band und begann in Clubs, zunächst in Texas und später darüber hinaus, als Sänger aufzutreten.
Trini Lopez starb im August 2020 im Alter von 83 Jahren an den Folgen von COVID-19.

## Musikkarriere
1958 schrieb Lopez einen eigenen Song mit dem Titel The Right to Rock, den er bei der kleinen Plattenfirma Volk veröffentlichte. Er erregte damit die Aufmerksamkeit des Labels King Records aus Cincinnati, das ihm einen dreijährigen Plattenvertrag anbot. Zunächst ließ man ihn vorrangig Coverversionen alter Country-Songs aufnehmen, die wenig Erfolg brachten.
Erst der Wechsel zur Plattenfirma Reprise Records und zu Produzent Don Costa brachte Lopez 1963 mit dem von Pete Seeger geschriebenen Lied If I Had a Hammer den Durchbruch. Der Titel erreichte in den Hot 100 der US-Musikzeitschrift Billboard den dritten Platz, die Single wurde weltweit vier Millionen Mal verkauft. Er wurde auch auf der Langspielplatte Trini Lopez at PJ’s veröffentlicht. Es wurde Lopez’ erfolgreichstes Album mit Platz zwei in den US-Top 200. Bis 1968 konnte sich Lopez mit insgesamt 13 Titeln in den Hot 100 platzieren.
Auch die Hitlisten in Großbritannien (5) und Deutschland (9) verzeichneten mehrere Trini-Lopez-Titel. Lopez’ große Popularität in Deutschland veranlasste das deutsche Label Ariola, 1964 auch eine deutschsprachige Single herauszubringen - Bye Bye Blondie/Michaela. Mit dem Titel Lebe wohl, Daisy Girl kam Lopez auf Platz 39 der Musikmarkt-Charts. Bis 1970, als er bei Reprise seine letzte Single veröffentlichte, hatte Lopez etwa 50 Singles besungen und über 20 Langspielplatten herausgebracht.

## Schauspielerei
Am Ende der 1960er Jahre begann Lopez als Schauspieler eine neue Karriere. Nach ersten Rollen in TV-Serien verhalf ihm sein Sängerkollege, der Schauspieler und Inhaber der Plattenfirma Reprise, Frank Sinatra, zum Einstieg in das Filmgeschäft. Gemeinsam mit Sinatra gab Lopez sein Filmdebüt in Dreimal nach Mexiko (Marriage on the Rocks, 1965). 1967 war er in Das dreckige Dutzend zu sehen. Seine erste Hauptrolle erhielt er 1973 in dem Film Zwei himmlische Schlitzohren (Antonio).

## Soziales Engagement und Auszeichnungen
Neben seinen künstlerischen Tätigkeiten engagierte sich Lopez im karitativen Bereich. Er unterstützte unter anderem die Wohltätigkeitsorganisation March of Dimes, den US-Jugendverband Boy Scouts of America sowie Stiftungen gegen Krebs und Diabetes. Im US-Kongress wurde Lopez für sein Engagement in den internationalen Beziehungen geehrt und zum Goodwill-Botschafter der Vereinigten Staaten ernannt.
Für seine künstlerischen Leistungen wurde er neben dem Diamond Award für 100 Millionen verkaufter Alben auch mit einem Platz auf dem Las Vegas Walk of Stars ausgezeichnet. Seine öffentlichen Auftritte im Showgeschäft setzte Lopez auch noch zu Beginn des 21. Jahrhunderts mit großem Erfolg fort. Im Jahr 2000 hatte er mit Sony International Records einen Zweijahresvertrag über die Produktion mehrerer Compact Discs abgeschlossen.

## Diskografie

### Vinyl-Singles
| A / B-Seite                                                  | Katalog-Nr. | Veröffentlichung |
| ------------------------------------------------------------ | ----------- | ---------------- |
|                                                              | Volk        |                  |
| The Right to Rock / Just Once More                           | 101         | August 1958      |
|                                                              | King        |                  |
| Rosalia / Nola                                               | 5173        | Januar 1959      |
| Rock On / Since I Don’t Have You                             | 5187        | März 1959        |
| Love Me Tonight / Here Comes Sally                           | 5198        | April 1959       |
| I’m Grateful / Don’t Let Your Sweet Love Die                 | 5234        | August 1959      |
| Nobody Loves Me / Nobody Listens to Our Teen Age Problems    | 5284        | Oktober 1959     |
| Sweet Thing / Chain of Love                                  | 5304        | Januar 1960      |
| Jeanie Marie / Schemer                                       | 5234        | Februar 1960     |
| It Hurts to Be in Love / The Search Goes On                  | 5344        | Mai 1960         |
| Then You Know / Don’t Treat Me That Way                      | 5418        | November 1960    |
| One Heart, One Life, One Love / You Broke the Only Heart     | 5487        | März 1961        |
| Jeanie Marie / Love Me Tonight                               | 5801        | Oktober 1963     |
| Don’t Go / It Seems                                          | 5820        | November 1963    |
| Nobody Loves Me / The Club for Broken Hearts                 | 5824        | Dezember 1963    |
| Yes You Do / Won’t You Be                                    | 5849        | Februar 1964     |
| The Search Goes On / Chain of Love                           | 6021        | Januar 1966      |
|                                                              | Reprise     |                  |
| Medley: Gotta Travel On / Volare / What’d I Say              | 199         | April 1963       |
| A-ME-RI-CA / Let It Be Known                                 | 20,168      | Mai 1963         |
| La Bamba (Part I) / B: La Bamba (Part II)                    | 20,190      | Juni 1963        |
| If I Had a Hammer / Unchain My Heart                         | 20,198      | Juli 1963        |
| Kansas City / Lonesome Traveler                              | 20,236      | November 1963    |
| Jailer, Bring Me Water / You Can’t Say Good-By               | 0260        | Februar 1964     |
| What Have I Got Of My Own / Ya Ya                            | 0276        | April 1964       |
| Michael / San Francisco De Assisi                            | 0300        | August 1964      |
| Sad Tomorrows / I’ve Lost My Love for You                    | 0328        | November 1964    |
| Lemon Tree / Pretty Eyes                                     | 0336        | Dezember 1964    |
| Are You Sincere / You’ll Be Sorry                            | 0376        | Mai 1965         |
| Sinner Man / Double Trouble                                  | 0405        | Oktober 1965     |
| Made in Paris / Pretty Little Girl                           | 0435        | Januar 1966      |
| I’m Comin’ Home, Cindy / The 32nd of May                     | 0455        | März 1966        |
| La Bamba – Part 1 / Trini’s Tune                             | 0480        | Juni 1966        |
| Pancho Lopez / Hall of Fame                                  | 0508        | August 1966      |
| Takin’ the Back Roads / Your Ever Changin’ Mind              | 0536        | November 1966    |
| Gonna Get Along Without Ya’ Now / Love Letters               | 0547        | Januar 1967      |
| Up to Now / In the Land of Plenty                            | 0574        | April 1967       |
| The Bramble Bush / The Ballad of the Dirty Dozen             | 0596        | Juni 1967        |
| I Wanna Be Free / Together                                   | 0618        | August 1967      |
| It’s a Great Life / Let’s Take a Walk                        | 0648        | Dezember 1967    |
| Sally Was a Good Old Girl / It’s a Great Life                | 0659        | Januar 1968      |
| Good Old Mountain Dew / Mental Journey                       | 687         | 1968             |
| Something Tells Me / Malaguena Salerosa                      | 770         | 1968             |
| El niño del tambor / Noche de paz / Let There Be Peace       | 801         | 1968             |
| Come a Little Bit Closer / Pata Cum Cum                      | 814         | Februar 1969     |
| Don’t Let the Sun Catch You Cryin’ / My Baby Loves Sad Songs | 825         | 1969             |
| Games People Play / Love Story                               | 879         | 1969             |
| 5 O’Clock World / You Make My Day                            | 912         | 1970             |
| Mexican Medicine Man / Time to Get It Together               | 933         | 1970             |
| Su-Kal-De-Don / Mexican Medicine Man                         | 947         | 1970             |
| Let’s Think About Living / There Was a Crooked Man           | 0975        | 1970             |

### LPs
| Titel                               | Katalog-Nr.  | Veröffentlichung |
| ----------------------------------- | ------------ | ---------------- |
| Trini Lopez at PJ’s                 | Reprise 6093 | 1963             |
| More Trini Lopez At PJ’s            | Reprise 6103 | 1964             |
| On The Move                         | Reprise 6112 | 1964             |
| The Latin Album                     | Reprise 6125 | 1964             |
| Live At Basin St. East              | Reprise 6134 | 1964             |
| The Folk Album                      | Reprise 6147 | 1965             |
| The Love Album                      | Reprise 6165 | 1965             |
| The Rhythm & Blues Album            | Reprise 6171 | 1965             |
| The Sing-Along World Of Trini Lopez | Reprise 6183 | 1966             |
| Trini                               | Reprise 6196 | 1966             |
| The Second Latin Album              | Reprise 6215 | 1966             |
| Greatest Hits!                      | Reprise 6226 | 1967             |
| Trini Lopez In London               | Reprise 6238 | 1967             |
| Trini Lopez – Now!                  | Reprise 6255 | 1967             |

### CDs
| Titel                        | Label        | Veröffentlichung |
| ---------------------------- | ------------ | ---------------- |
| Welcome To Trini Country     | Collectables | 1990             |
| Teenage Love Songs           | Bear Family  | 1995             |
| Hits & Rarities              | Marginal     | 1996             |
| Singles Collection           | Reyes        | 2001             |
| Only The Best Of Trini Lopez | Collectables | 2008             |
| Sinner Not A Saint           | ACE          | 2011             |
| Live At PJ’s                 | Warner       | 2013             |

## Chartplatzierungen

### Alben
| Jahr | Titel                               | Höchstplatzierung, Gesamtwochen/‑monate, AuszeichnungChartplatzierungen (Jahr, Titel, Platzierungen, Wochen/Monate, Auszeichnungen, Anmerkungen) | Höchstplatzierung, Gesamtwochen/‑monate, AuszeichnungChartplatzierungen (Jahr, Titel, Platzierungen, Wochen/Monate, Auszeichnungen, Anmerkungen) | Höchstplatzierung, Gesamtwochen/‑monate, AuszeichnungChartplatzierungen (Jahr, Titel, Platzierungen, Wochen/Monate, Auszeichnungen, Anmerkungen) | Höchstplatzierung, Gesamtwochen/‑monate, AuszeichnungChartplatzierungen (Jahr, Titel, Platzierungen, Wochen/Monate, Auszeichnungen, Anmerkungen) | Anmerkungen |
| Jahr | Titel                               | DE | AT | UK | US | Anmerkungen |
| ---- | ----------------------------------- | --- | --- | --- | --- | ----------- |
| 1963 | Trini Lopez at PJ’s                 | DE2 (13 Mt.)DE | — | UK7 (25 Wo.)UK | US2 Gold · (102 Wo.)US |             |
| 1963 | More Trini Lopez at PJ’s            | DE6 (10 Mt.)DE | — | — | US11 (19 Wo.)US |             |
| 1964 | On the Move                         | DE15 (3 Mt.)DE | — | — | US32 (33 Wo.)US |             |
| 1964 | Live at Basin St. East              | — | — | — | US30 (22 Wo.)US |             |
| 1964 | The Latin Album                     | DE11 (10 Mt.)DE | — | — | US18 (24 Wo.)US |             |
| 1965 | The Folk Album                      | DE36 (3 Mt.)DE | — | — | US18 (23 Wo.)US |             |
| 1965 | The Love Album                      | — | — | — | US32 (19 Wo.)US |             |
| 1965 | The Rhythm and Blues Album          | — | — | — | US46 (12 Wo.)US |             |
| 1965 | The Sing Along World of Trini Lopez | — | — | — | US101 (10 Wo.)US |             |
| 1966 | Trini                               | — | — | — | US54 (16 Wo.)US |             |
| 1966 | The Second Latin Album              | — | — | — | US110 (8 Wo.)US |             |
| 1966 | Greatest Hits                       | — | — | — | US47 (11 Wo.)US |             |
| 1967 | Trini Lopez In London               | — | — | UK6 (17 Wo.)UK | US114 (6 Wo.)US |             |
| 1967 | Now!                                | — | — | — | US162 (7 Wo.)US |             |
| 1981 | Happy Trini Lopez                   | DE9 (10 Wo.)DE | AT2 (2½ Mt.)AT | — | — |             |

grau schraffiert: keine Chartdaten aus diesem Jahr verfügbar

### Singles
| Jahr | Titel Album                                          | Höchstplatzierung, Gesamtwochen/‑monate, AuszeichnungChartplatzierungen (Jahr, Titel, Album, Platzierungen, Wochen/Monate, Auszeichnungen, Anmerkungen) | Höchstplatzierung, Gesamtwochen/‑monate, AuszeichnungChartplatzierungen (Jahr, Titel, Album, Platzierungen, Wochen/Monate, Auszeichnungen, Anmerkungen) | Höchstplatzierung, Gesamtwochen/‑monate, AuszeichnungChartplatzierungen (Jahr, Titel, Album, Platzierungen, Wochen/Monate, Auszeichnungen, Anmerkungen) | Anmerkungen |
| Jahr | Titel Album                                          | DE | UK | US | Anmerkungen |
| ---- | ---------------------------------------------------- | --- | --- | --- | ----------- |
| 1963 | If I Had a Hammer Trini Lopez at PJ’s                | DE2 (5 Mt.)DE | UK4 (17 Wo.)UK | US3 (14 Wo.)US |             |
| 1963 | Kansas City More Trini Lopez at PJ’s                 | DE39 (2 Mt.)DE | UK35 (5 Wo.)UK | US23 (10 Wo.)US |             |
| 1963 | A-me-ri-ca Trini Lopez at PJ’s                       | DE3 (6 Mt.)DE | — | — |             |
| 1964 | Jailer, Bring Me Water On the Move                   | — | — | US94 (2 Wo.)US |             |
| 1964 | This Land Is Your Land Trini Lopez at PJ’s           | DE30 (1 Mt.)DE | — | — |             |
| 1964 | Bye, Bye, Blondie –                                  | DE28 (4 Mt.)DE | — | — |             |
| 1964 | What Have I Got of My Own On the Move                | — | — | US43 (13 Wo.)US |             |
| 1964 | Michael The Folk Album                               | — | — | US42 (8 Wo.)US |             |
| 1964 | Adalita The Latin Album                              | DE24 (3 Mt.)DE | — | — |             |
| 1965 | Angelito (Vous Permettez, Monsieur?) The Latin Album | DE39 (½ Mt.)DE | — | — |             |
| 1965 | Lemon Tree The Folk Album                            | DE38 (½ Mt.)DE | — | US20 (7 Wo.)US |             |
| 1965 | Lebewohl, Daisy Girl –                               | DE39 (½ Mt.)DE | — | — |             |
| 1965 | Sad Tomorrows The Love Album                         | — | — | US94 (1 Wo.)US |             |
| 1965 | Are You Sincere The Love Album                       | — | — | US85 (3 Wo.)US |             |
| 1965 | Sinner Man Trini Lopez Plays and Sings               | — | — | US54 (9 Wo.)US |             |
| 1966 | I’m Comin’ Home, Cindy Trini                         | — | UK28 (5 Wo.)UK | US39 (7 Wo.)US |             |
| 1966 | La Bamba Pt. 1 Greatest Hits                         | — | — | US86 (5 Wo.)US |             |
| 1967 | Gonna Get Along Without Ya Now Trini Lopez in London | — | UK41 (5 Wo.)UK | US93 (3 Wo.)US |             |
| 1968 | Sally Was a Good Old Girl It’s a Great Life          | — | — | US99 (2 Wo.)US |             |
| 1981 | Trini Trax –                                         | — | UK59 (5 Wo.)UK | — |             |

## Filmografie (Auswahl)
- 1966: Mohn ist auch eine Blume (The Poppy Is Also a Flower)
- 1967: Das dreckige Dutzend (The Dirty Dozen)